# Gare de Oued Fragha
La gare de Oued Fragha est une gare ferroviaire algérienne située sur le territoire de la commune de Oued Fragha, dans la wilaya de Guelma.

## Situation ferroviaire
La gare est située dans le centre-ville de Oued Fragha, sur la ligne d'Annaba à Djebel Onk. Elle est précédée de la gare de Boukhamouza et suivie de celle de Boudaroua.

## Service des voyageurs

### Desserte
La gare de Oued Fragha est desservie par les trains régionaux de la liaison Annaba - Tébessa.